# 無諍三昧
無諍三昧，佛教用語，梵文Araņa，音譯阿蘭那，華語「無諍」。梵語Samãdhih，音譯三昧，華語「正定」，就是入了禪定之意。「無諍三昧」，就是無我人、彼此高下、聖凡之分，一相平等。連真空亦無住，若有住者，即有對待，便生諍論，長繫生死矣。
无诤三昧是大乘佛教中常见的修行方法之一。